# Venerable (Schiff, 1902)
Die HMS Venerable war ein Einheitslinienschiff (engl. pre-dreadnought) der London-Klasse, das zum Ende des 19. Jahrhunderts für die Royal Navy gebaut wurde. Sie wurde von 1902 bis 1908 bei der Mittelmeerflotte und von 1909 bis 1912 bei der Atlantikflotte eingesetzt. Im Ersten Weltkrieg zeichnete sich das Schiff bei der Beschießung deutscher Stellungen in Flandern und der Unterstützung der alliierten Truppen auf Gallipoli aus. Die zuletzt als Depotschiff eingesetzte Venerable wurde 1922 in Deutschland abgewrackt.

## Geschichte
Die Venerable wurde am 2. Januar in Chatham auf Kiel gelegt, am 2. November 1899 vom Stapel gelassen und nach mehreren Verzögerungen durch Schwierigkeiten mit dem Zulieferer der Maschinen am 12. November 1902 für den Einsatz in der Mittelmeerflotte in Dienst gestellt. Am 26. Juni 1905 lief sie vor Algier auf Grund, wobei ihr Rumpf leicht beschädigt wurde. Im Januar 1908 kehrte sie in die Heimat zurück und wurde bei ihrer Ankunft in Chatham für eine Überholung ausgemustert. Nach der Beendigung der Überholung wurde das Schiff am 19. Oktober 1909 für den Einsatz in der Atlantic Fleet wieder in Dienst gestellt. Durch die Umstrukturierung der Flotte im Mai 1912 wurde die Atlantic Fleet in Home Fleet umbenannt.

### Erster Weltkrieg
Beim Kriegsausbruch im August 1914 wurde das Schiff zum 5. Schlachtgeschwader der Kanalflotte vor der Isle of Portland abkommandiert. Am 25. August sicherte das Schiff die Verlegung des Portsmouth Marine Battalion nach Ostende. Vom 27. bis 23. Oktober diente sie Konteradmiral Sir Horace Hood als Flaggschiff der Dover Patrol, wo sie die British Expeditionary Force in Westende und Lombardsijde unterstützte. Am 3. November wurde sie an die englische Ostküste verlegt, wo sie die East Coast Patrol bei der Verteidigung von Yarmouth beim Angriff des deutschen Schlachtkreuzergewaders unter dem Kommando von Admiral Franz von Hipper unterstützte. In Erwartung eines deutschen Angriffs wurde das Geschwader am 14. November 1914 nach Sheerness abkommandiert, um den Kanal zu überwachen. Die Venerable beschoss am 11. März und 10. Mai 1915 erneut deutsche Stellungen nahe Westende.

#### Dardanellen
Am 12. Mai 1915 wurde die Venerable zu den Dardanellen befohlen, um das Schlachtschiff Queen Elizabeth zu entsetzen. Vom 14. bis 21. August 1915 unterstützte sie alliierte Angriffe auf türkische Stellungen an der Suvla-Bucht. Von Oktober bis Dezember 1915 wurde die Venerable in Gibraltar überholt und anschließend in die Ägäis abkommandiert, um die italienische Marine zu unterstützen.
Im Februar 1918 kehrte sie in die Heimat zurück, wo sie bei ihrer Ankunft zum Depotschiff umgerüstet und am 27. März der Northern Patrol zugeteilt wurde. Im Dezember wurde die Venerable ausgemustert und der Reserve vor der Isle of Portland zugeteilt.

### Verbleib
Nach ihrer endgültigen Außerdienststellung im Dezember 1918 wurde die Venerable im Mai 1919 von der Marineliste gestrichen und am 4. Juni 1920 zum Abwracken an Stanlee Shipbreaking Co. verkauft. Nach einem Weiterverkauf wurde sie 1922 in Deutschland abgewrackt.

## Technik
Das Schiff hatte eine Gesamtlänge von 131,60 m, eine Breite von 22,90 m und einen Tiefgang von 7,90 m. Die Verdrängung lag zwischen 14.700 t und 16.100 t.

### Antrieb
Das Schiff war mit zwei Dreizylinder-Verbunddampfmaschinen ausgestattet, die jeweils eine Welle antrieben und insgesamt 15.000 Shp (11.032 kW) entwickelten, mit denen sie eine Höchstgeschwindigkeit von 18 Knoten (33 km/h) erreichte. Der Dampf wurde von 20 Belleville-Kesseln mit einem Arbeitsdruck von 20 bar geliefert. Das Schiff konnte maximal 2.032 t Kohle mitführen, was ihm bei 10 Knoten (19 km/h) eine Reichweite von 5.500 Seemeilen (10.190 km) ermöglichte. Die Besatzungsgröße schwankte zwischen 724 und 780.

### Bewaffnung
Die Hauptbewaffnung bestand aus vier 305-mm-Geschützen in zwei Doppelgeschütztürmen vor und hinter den Aufbauten. Die Geschütze waren auf Mk-BVI-Lafetten mit einem Gewicht von 187 t und einem Seitenrichtbereich von −150 bis +150 Grad montiert. Sie befanden sich in kreisförmigen Barbetten, die das Laden in 360 Grad ermöglichte. Die Kanonen selbst wogen 51 t und hatten bei einer maximalen Elevation von 13,5° und einer Mündungsgeschwindigkeit von 778 m/s eine Reichweite von 13.850 m. Sie verschossen 386 kg schwere Granaten mit einer Kadenz von etwa 1,5 Schuss pro Minute. Die Sekundärbewaffnung bestand aus zwölf 152-mm-Geschützen, die in Kasematten. Die Geschütze waren auf Mk-PIV-Lafetten montiert. Sie hatten bei einer maximalen Elevation von +20° und bei einer Mündungsgeschwindigkeit von 805 m/s eine Reichweite von 16.340 m. Sie verschossen 45 kg schwere Granaten mit einer Kadenz von fünf bis sieben Schuss pro Minute. Zur Abwehr von Torpedobooten standen zehn 12-Pfünder-Geschütze und sechs 3-Pfünder-Geschütze zur Verfügung. Außerdem waren die Schiffe mit vier im Rumpf versenkten 457-mm-Torpedorohren ausgestattet.

### Panzerung
Das Schiff hatten einen 229 mm starken Gürtel, aus Krupp-Zementstahl, der mit den 229 bis 305 mm dicken Querschotten an beiden Enden der Schiffe abschloss. Die Geschütztürme waren an den Seiten 203 mm bis 254 mm dick und das Dach 305 mm. Die Barbetten und die 152-mm-Geschütze in den Kasematten waren mit 152 mm geschützt. Der Kommandoturm hatte rundum eine Panzerung von 356 mm. Die Schiffe verfügten über zwei gepanzerte Decks mit einer Dicke von 25 bzw. 76 mm.